# Val Cluson
Le val Cluson (en italien Val Chisone, en occitan Val Cluson, prononcé [val cluzoun]) est une vallée alpine de la ville métropolitaine de Turin en Italie. Il est entouré à l'ouest et au nord par le val de Suse, au nord-est par le val Sangone, au sud par le val Pellice et à l'est il s'ouvre sur la plaine du Pô.

## Géographie

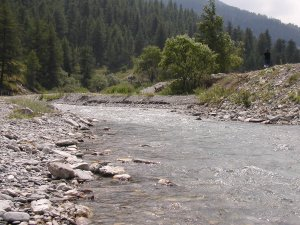
Le torrent Cluson dans les prés de Pragela.

Le val Cluson débute à l'ouest de Pignerol et se termine à l'est de Sestrières ; il rassemble les communes ci-dessous (en comptant les communes du val Germanasca). Le val Cluson est irrigué par le torrent qui lui donne son nom, le Cluson.
| Noms des communes en différentes langues (en gras les noms officiels) |                     |                       |                     |
| Français                                                              | Italien             | Occitan (gr. E.du Pô) | Piémontais          |
| Envers Pinache                                                        | Inverso Pinasca     | L'Ënvers de Pinacha   | L'Invers ëd Pinasca |
| Fenestrelle                                                           | Fenestrelle         | Finistrèlas           | Fenestrele          |
| Grand-Villars                                                         | Villar Perosa       | Lhi Vialars           | Ël Vilar ëd Perosa  |
| Le Perrier                                                            | Perrero             | Prie                  | Pré                 |
| Massel                                                                | Massello            | Masel                 | Massel              |
| Pérouse                                                               | Perosa Argentina    | Peirosa               | Perosa              |
| Pinache                                                               | Pinasca             | Pinascha              | Pinasca             |
| Pomaret                                                               | Pomaretto           | Lou Poumaré           | Pomaret             |
| Porte                                                                 | Porte               | La Porta              | Pòrte               |
| Pragela                                                               | Pragelato           | Prajalats             | Pragelà             |
| Praly                                                                 | Prali               | Praal                 | Prali               |
| Pramol                                                                | Pramollo            | Pramol                | Pramòl              |
| Roure                                                                 | Roreto              | Roure                 | Rore                |
| Salze                                                                 | Salza di Pinerolo   | Salso                 | Sansa               |
| Saint-Germain                                                         | San Germano Chisone | Sen German            | San German Chison   |
| Usseaux                                                               | Usseauso            | Usseaus               | Ussò                |

### Sommets principaux
Les montagnes principales sont :
- pointe Rognosa, 3 280 m ;
- mont Meidassa, 3 105 m ;
- mont Albergian, 3 041 m ;
- mont Barifreddo, 3 028 m ;
- mont Fraiteve, 2 701 m ;
- mont Genevris, 2 356 m ;
- mont Orsiera, 2 878 m ;
- Punta Cristalliera, 2 801 m ;
- cime Ciantiplagna, 2 849 m ;
- pointe Vallette, 2 743 m ;
- mont Français Pelouxe, 2 736 m ;
- Testa dell'Assietta, 2 566 m.

### Cols principaux
La vallée communique avec les vallées voisines par les cols suivants :
- col Basset, 2 424 m, vers le val de Suse ;
- col du Finestre, 2 178 m, vers le val de Suse ;
- col de Sestrières, 2 035 m, vers le val de Suse ;
- col de la Vaccera, 1 461 m, vers le val Pellice.

## Histoire
Le val Cluson a appartenu à la République des Escartons de 1573 à 1713.